# Luleå BBK
Le Luleå BBK (2011-2015: Northland Basket Luleå) est un club féminin suédois de basket-ball basé à Luleå.

## Palmarès
- Champion de Suède 2014, 2015, 2016, 2017, 2018

## Joueuses célèbres ou marquants
- Miah-Marie Langlois
- Antonija Mišura